# Psiloxylaceae
Classification APG II (2003)
Famille
Classification APG III (2009)
Les Psiloxylaceae (ou les Psiloxylacées en français) sont une famille de plantes à fleurs dicotylédones qui comprend une espèce Psiloxylon mauritianum. 
C'est un arbre, producteur d'huiles essentielles, à feuilles alternes, originaire des régions tropicales des Mascareignes.

## Étymologie
Le nom vient du genre Psiloxylon, construit à partir des mots grecs ψιλοσ / psilos, « nu ; dénudé », et ξυλον / xylon, bois, littéralement « Bois nu », en référence à l'aspect de son écorce. Le même sens est porté par l'appellation vernaculaire « Bois sans écorce ».

## Classification
En classification classique de Cronquist (1981), cette famille est placée parmi les Myrtacées.
Selon la classification phylogénétique APG (1998) et classification phylogénétique APG II (2003), la famille existe.
En classification phylogénétique APG III (2009), cette famille est invalide ; l'espèce est incorporée dans la famille Myrtaceae.